# Мацусака
Мацусака (яп. 松阪市 Мацусака-си) — город в Японии, находящийся в префектуре Миэ. Площадь города составляет 623,77 км², население — 166 162 человека (1 июня 2014), плотность населения — 266,38 чел./км².

## Географическое положение
Город расположен на острове Хонсю в префектуре Миэ региона Кинки. С ним граничат город Цу, посёлки Мейва, Таки, Одай и сёла Хигасиёсино, Мицуэ, Каваками.

## Население
Население города составляет 166 162 человека (1 июня 2014), а плотность — 266,38 чел./км². Изменение численности населения с 1980 по 2005 годы:
| 1980 | 153 185 чел. |  |
| 1985 | 158 155 чел. |  |
| 1990 | 159 625 чел. |  |
| 1995 | 163 131 чел. |  |
| 2000 | 164 504 чел. |  |
| 2005 | 168 973 чел. |  |

## Экономика
Центр важного сельскохозяйственного района и производства знаменитой «мацусакской говядины». В городе расположены небольшой порт, завод автокомплектующих Aichi Machine Industry, заводы электронных компонентов Noritake и Panasonic, завод промышленного оборудования и компонентов THK, завод промышленных резиновых изделий Tokai Rubber Industries, торговые центры APiTA и MARM, штаб-квартиры Mie Shinkin Bank и The Daisan Bank, гидроэлектростанция Хатису.

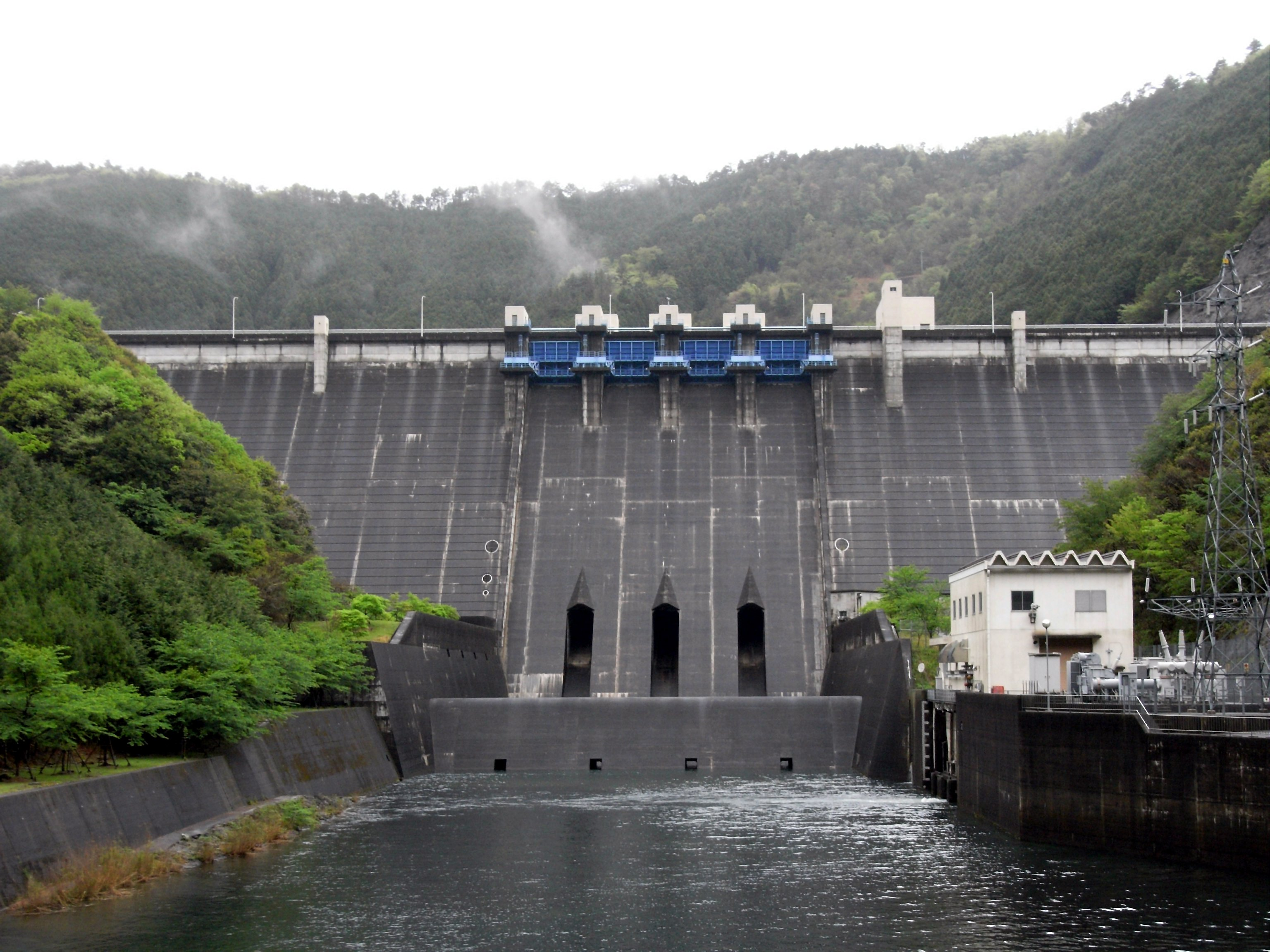
ГЭС Хатису
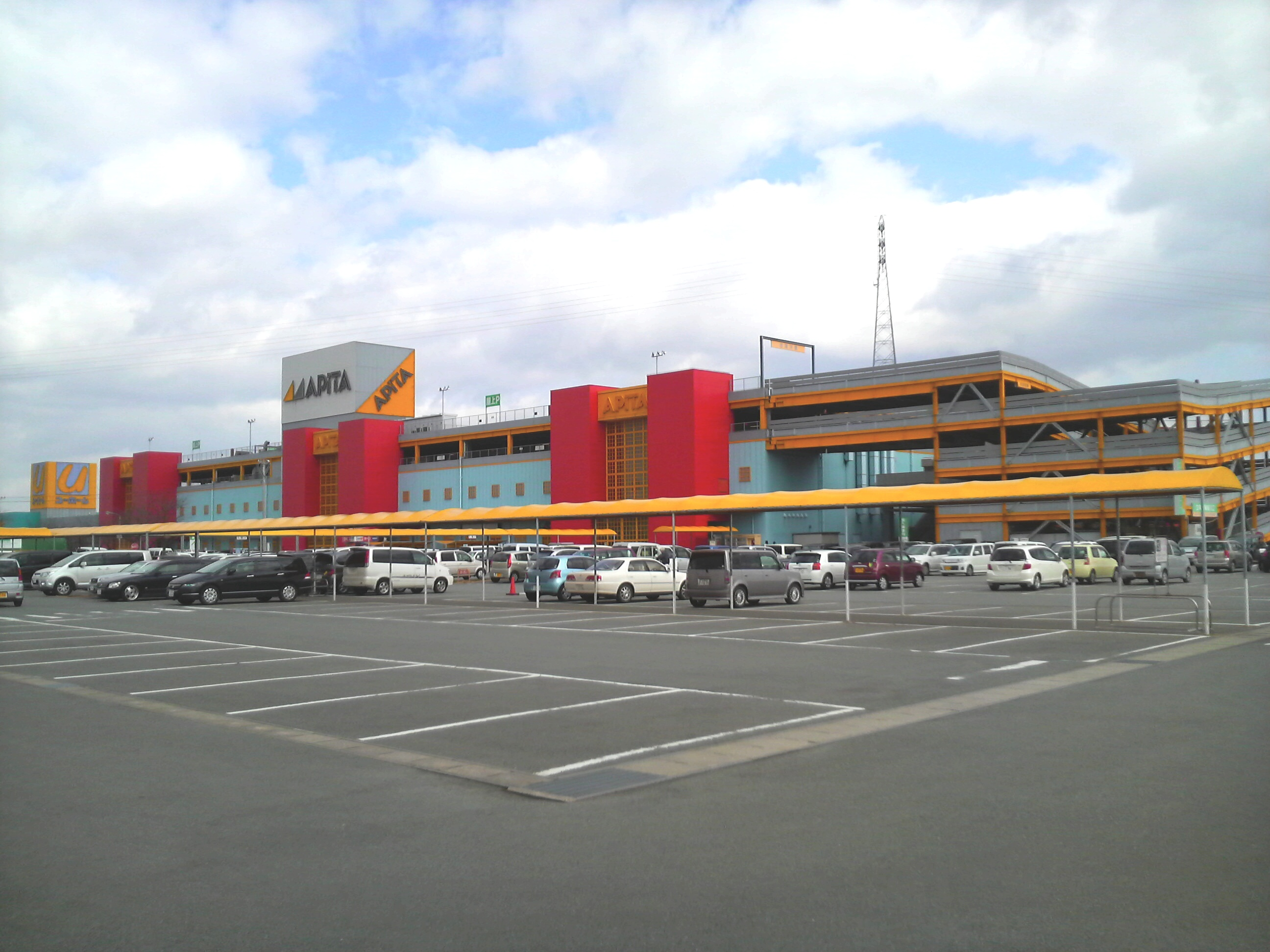
Торговый центр APiTA
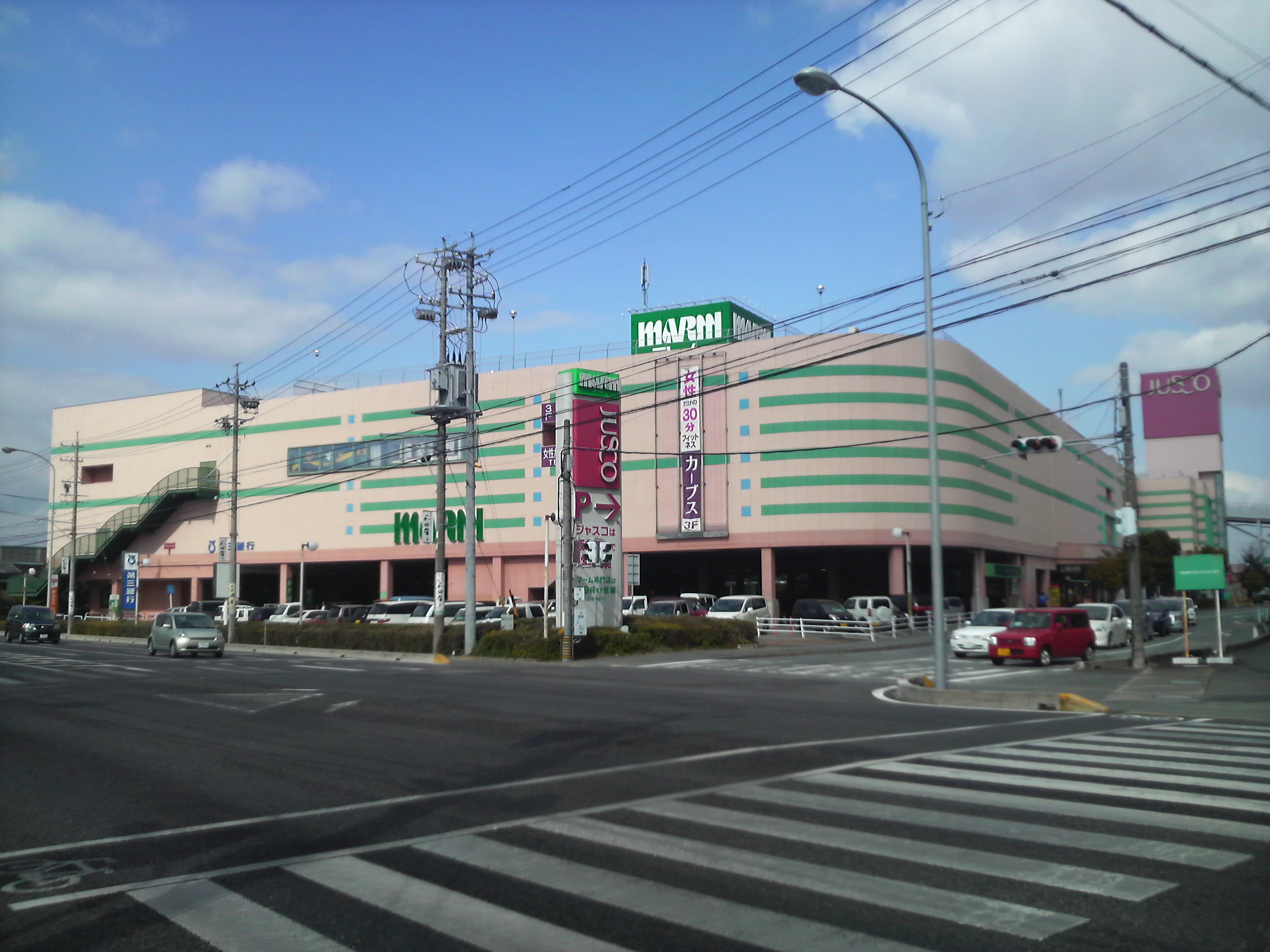
Торговый центр MARM
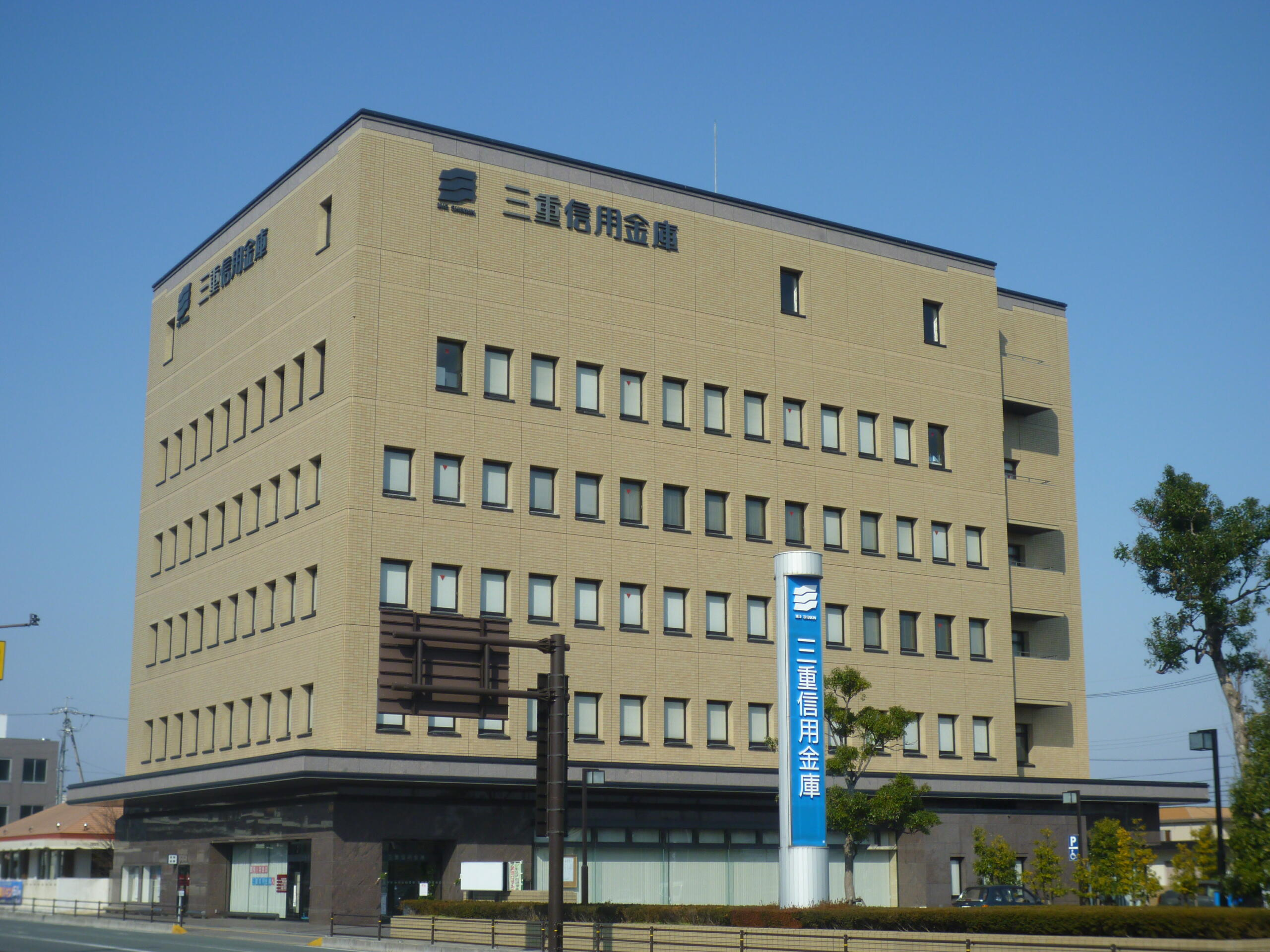
Mie Shinkin Bank

## Символика
Деревом города считается сосна, цветком — Lilium auratum, птицей — Cettia diphone.